# Vurğun Hüseynov
Vurğun Hüseynov (ur. 25 kwietnia 1988 w Baku) – azerski piłkarz, grający na pozycji obrońcy, reprezentant Azerbejdżanu. Od 2013 roku jest zawodnikiem azerskiego klubu Sumqayıt FK.

## Kariera klubowa
Profesjonalną karierę rozpoczął w klubie Turan Tovuz, z którego przeniósł się na początku 2009 roku do FK Qəbələ. W 2010 roku wrócił na rok do Turanu, by w 2011 roku ponownie trafić do FK Qəbələ. Latem 2013 roku został zawodnikiem klubu Sumqayıt FK.

## Kariera reprezentacyjna
W reprezentacji Azerbejdżanu zadebiutował 26 maja 2010 roku w towarzyskim meczu przeciwko Mołdawii. Na boisku pojawił się w 46 minucie, a mecz zakończył z żółtą kartką na koncie.
| Mecze i gole w reprezentacji | Mecze i gole w reprezentacji | Mecze i gole w reprezentacji     | Mecze i gole w reprezentacji | Mecze i gole w reprezentacji | Mecze i gole w reprezentacji | Mecze i gole w reprezentacji |
| #                            | Data                         | Stadion                          | Rywal                        | Wynik                        | Gol                          | Rozgrywki                    |
| 2010                         | 2010                         | 2010                             | 2010                         | 2010                         | 2010                         | 2010                         |
| ---------------------------- | ---------------------------- | -------------------------------- | ---------------------------- | ---------------------------- | ---------------------------- | ---------------------------- |
| 1.                           | 26.05.2010                   | Seekirchen am Wallersee, Austria | Mołdawia                     | 1:1                          | 0                            | towarzyski                   |
| 2.                           | 29.05.2010                   | Bischofshofen, Austria           | Macedonia Północna           | 1:3                          | 0                            | towarzyski                   |
| 3.                           | 07.09.2010                   | Kolonia, Niemcy                  | Niemcy                       | 1:6                          | 0                            | El. ME 2012                  |
| 4.                           | 12.10.2010                   | Baku, Azerbejdżan                | Turcja                       | 1:0                          | 0                            | El. ME 2012                  |
| 5.                           | 17.11.2010                   | Podgorica, Czarnogóra            | Czarnogóra                   | 0:2                          | 0                            | towarzyski                   |
| 2011                         |                              |                                  |                              |                              |                              |                              |
| 6.                           | 09.02.2011                   | Dubaj, ZEA                       | Węgry                        | 0:2                          | 0                            | towarzyski                   |
| 7.                           | 07.06.2011                   | Baku, Azerbejdżan                | Niemcy                       | 1:3                          | 0                            | El. ME 2012                  |
| 8.                           | 10.08.2011                   | Mardakan, Azerbejdżan            | Macedonia Północna           | 0:1                          | 0                            | towarzyski                   |
| 9.                           | 02.09.2011                   | Baku, Azerbejdżan                | Belgia                       | 1:1                          | 0                            | El. ME 2012                  |
| 10.                          | 06.09.2011                   | Baku, Azerbejdżan                | Kazachstan                   | 3:2                          | 0                            | El. ME 2012                  |
| 11.                          | 07.10.2011                   | Mardakan, Azerbejdżan            | Austria                      | 1:4                          | 0                            | El. ME 2012                  |
| 12.                          | 11.10.2011                   | Stambuł, Turcja                  | Turcja                       | 0:1                          | 0                            | El. ME 2012                  |
| 2013                         |                              |                                  |                              |                              |                              |                              |
| 13.                          | 01.02.2013                   | Dubaj, ZEA                       | Uzbekistan                   | 0:0                          | 0                            | towarzyski                   |
| 14.                          | 06.02.2013                   | Dubaj, ZEA                       | Liechtenstein                | 1:0                          | 0                            | towarzyski                   |